# آنا شیشکووا
آنا شیشکووا (اسلواکی: Anna Šišková؛ زادهٔ ۳۰ ژوئن ۱۹۶۰) بازیگر اهل اسلواکی است. وی از سال ۱۹۸۳ میلادی تاکنون مشغول فعالیت بوده‌است.
از فیلم‌ها یا برنامه‌های تلویزیونی که وی در آن نقش داشته‌است، می‌توان به خانه زیبارویان خفته و شهر خورشید اشاره کرد.